# Лиситеја (сателит)
Лиситеја је једанаести, познати, Јупитеров сателит. По грчкој митологији Лиситеја је била кћерка Океана и једна од Зевсових љубавница. Овај сателит је открио Николсон 1938. године. Промијер Лиситеје је 36 km, а удаљеност од Јупитера је 11.720.000 километара.